# 2010年亞洲運動會游泳比賽
2010年亚洲运动会游泳比赛於11月13日至18日在广东奥林匹克体育中心游泳跳水馆举行。比赛自2010年11月13日-18日间进行，共计38项比赛，其中男子女子各为19项。

## 獎牌統計
| 排名 | 国家／地区      | 金牌 | 银牌 | 铜牌 | 總數 |
| ---- | --------------- | ---- | ---- | ---- | ---- |
| 1    | 中国（CHN）     | 24   | 16   | 14   | 54   |
| 2    | 日本（JPN）     | 9    | 18   | 12   | 39   |
| 3    | 韩国（KOR）     | 4    | 3    | 6    | 13   |
| 4    | 新加坡（SIN）   | 1    | 1    | 0    | 2    |
| 5    | （KAZ）         | 0    | 1    | 1    | 2    |
| 6    | 中国香港（HKG） | 0    | 0    | 2    | 2    |
| 7    | 印度（IND）     | 0    | 0    | 1    | 1    |
| 7    | 中华台北（TPE） | 0    | 0    | 1    | 1    |
| 總計 | 總計            | 38   | 39   | 37   | 114  |

## 參賽運動員
共有来自36个国家的307名游泳运动员参加本次亚运会。代表团如下所示

| - 巴林（2） (1男1女) - （2） (1男1女) - 柬埔寨（2） (1男1女) - 中国（56） (30男26女) - 中华台北（8） (5男3女) - 中国香港（21） (11男10女) - 印度（9） (9男) - 印度尼西亚（1） (1女) - 伊朗（10） (10女) - 伊拉克（1） (1男) - 日本（29） (16男13女) - 约旦（2） (1男1女) | - （13） (10男3女) - 科威特（7） (7男) - （3） (3男) - 老挝（2） (1男1女) - 中国澳门（10） (5男5女) - 马来西亚（13） (7男6女) - 马尔代夫（2） (1男1女) - 蒙古（3） (2男1女) - 缅甸（2） (2男) - 巴勒斯坦（3） (1男2女) - 菲律宾（8） (6男2女) - （8） (8男) | - 沙特阿拉伯（4） (4男) - 新加坡（18） (10男8女) - 韩国（23） (12男11女) - 斯里兰卡（2） (1男1女) - 叙利亚（2） (1男1女) - （1） (1男) - 泰国（15） (5男10女) - （4） (2男2女) - 阿联酋 (3) (3男) - （11） (9男2女) - 越南（5） (3男2女) - 也门（2） (2男) |

## 比赛日程
| 日期  | 周六 2010年11月13日 | 周日 2010年11月14日 | 周一 2010年11月15日 |  |  |  |
| 项 目 | 200公尺自由式 (女子) 400公尺個人混合式 (男子) 100公尺蝶式 (女子) 50公尺蛙式 (女子) 200公尺蝶式 (男子) 4×100公尺混合式接力 (女子)                       | 100公尺蝶式 (男子) 400公尺個人混合式 (女子) 200公尺自由式 (男子) 200公尺仰式 (女子) 50公尺蛙式 (男子) 4×100公尺自由式接力 (女子) | 50公尺仰式 (女子) 50公尺自由式 (男子) 400公尺自由式 (女子) 100公尺蛙式 (男子) 200公尺蝶式 (女子) 200公尺仰式 (男子) 4×200公尺自由式接力 (男子) |  |  |  |
|       | | | |  |  |  |
| 日期  | 周二 2010年11月16日 | 周三 2010年11月17日 | 周四 2010年11月18日 |  |  |  |
| 项 目 | 50公尺蝶式 (男子) 100公尺蛙式 (女子) 400公尺自由式 (男子) 50公尺自由式 (女子) 100公尺仰式 (男子) 4×200公尺自由式接力 (女子) 4×100公尺自由式接力 (男子) | 100公尺自由式 (女子) 100公尺自由式 (男子) 200公尺蛙式 (女子) 200公尺個人混合式 (男子) 100公尺仰式 (女子) 800公尺自由式 (女子)    | 50公尺仰式 (男子) 200公尺個人混合式 (女子) 200公尺蛙式 (男子) 50公尺蝶式 (女子) 1500公尺自由式 (男子) 4×100公尺混合式接力 (男子)               |  |  |  |

## 各項成績

### 男子
| 項目                | 金牌                                                  | 金牌          | 银牌                                                  | 银牌     | 铜牌                                                                                                | 铜牌     |
| 50公尺自由式        | 吕志武（中国）                                        | 22.37         | 岸田真幸（日本）                                      | 22.45    | 原田兰丸（日本）                                                                                    | 22.84    |
| 100公尺自由式       | 朴泰桓（韩国）                                        | 48.70         | 吕志武（中国）                                        | 48.98    | 藤井拓郎（日本）                                                                                    | 49.37    |
| 200公尺自由式       | 朴泰桓（韩国）                                        | 1:44.80 (AR)  | 孙杨（中国）                                          | 1:46.25  | 松田丈志（日本）                                                                                    | 1:47.73  |
| 400公尺自由式       | 朴泰桓（韩国）                                        | 3:41.53       | 孙杨（中国）                                          | 3:42.47  | 张琳（中国）                                                                                        | 3:49.15  |
| 1500公尺自由式      | 孙杨（中国）                                          | 14:35.43 (AR) | 朴泰桓（韩国）                                        | 15:01.72 | 张琳（中国）                                                                                        | 15:22.03 |
|                     |                                                       |               |                                                       |          | |          |
| 50公尺仰式          | 古贺淳也（日本）                                      | 25.08         | 入江陵介（日本）                                      | 25.16    | 程飞轶（中国）                                                                                      | 25.30    |
| 100公尺仰式         | 入江陵介（日本）                                      | 53.61         | 古贺淳也（日本）                                      | 53.88    | 孙晓磊（中国）                                                                                      | 54.46    |
| 200公尺仰式         | 入江陵介（日本）                                      | 1:55.45       | 张丰林（中国）                                        | 1:57.53  | 程飞轶（中国）                                                                                      | 1:58.93  |
|                     |                                                       |               |                                                       |          | |          |
| 50公尺蛙式          | 谢智（中国）                                          | 27.80         | 立石谅（日本）                                        | 27.86    | 李夏延（中国）                                                                                      | 27.89    |
| 100公尺蛙式         | 立石谅（日本）                                        | 1:00.38       | 弗拉季斯拉夫·波利亚科夫（）                           | 1:01.03  | 王帅（中国）                                                                                        | 1:01.71  |
| 200公尺蛙式         | 冨田尚彌（日本）                                      | 2:10.36       | 薛瑞鹏（中国） · 崔圭雄（韩国）                       | 2:12.25  | －                                                                                                  | －       |
|                     |                                                       |               |                                                       |          | |          |
| 50公尺蝶式          | 周嘉威（中国）                                        | 23.66         | 岸田真幸（日本）                                      | 24.13    | 维尔达瓦尔·弗克拉姆·卡德（印度）                                                                    | 24.31    |
| 100公尺蝶式         | 周嘉威（中国）                                        | 51.83         | 藤井拓郎（日本）                                      | 51.85    | 吴鹏（中国）                                                                                        | 52.72    |
| 200公尺蝶式         | 松田丈志（日本）                                      | 1:54.02       | 坂田龙亮（日本）                                      | 1:55.23  | 陈寅（中国）                                                                                        | 1:55.29  |
|                     |                                                       |               |                                                       |          | |          |
| 200公尺個人混合式   | 高桑健（日本）                                        | 1:58.31       | 汪顺（中国）                                          | 1:59.72  | 堀畑裕也（日本）                                                                                    | 2:00.48  |
| 400公尺個人混合式   | 堀畑裕也（日本）                                      | 4:13.35       | 黄朝升（中国）                                        | 4:13.38  | 高桑健（日本）                                                                                      | 4:16.42  |
|                     |                                                       |               |                                                       |          | |          |
| 4×100公尺自由式接力 | 中国（CHN） · 史腾飞 · 蒋海琦 · 史润强 · 吕志武       | 3:16.34       | 日本（JPN） · 藤井拓郎 · 原田兰丸 · 葛原俊辅 · 内田翔 | 3:16.78  | 韩国（KOR） · 金龙植 · 裴俊摸 · 朴善冠 · 朴泰桓                                                     | 3:19.02  |
| 4×200公尺自由式接力 | 中国（CHN） · 张琳 · 蒋海琦 · 李昀琦 · 孙杨           | 7:07.68       | 日本（JPN） · 小堀勇氣 · 内田翔 · 葛原俊辅 · 松田丈志 | 7:10.39  | 韩国（KOR） · 裴俊摸 · 张相珍 · 李炫承 · 朴泰桓                                                     | 7:24.14  |
|                     |                                                       |               |                                                       |          | |          |
| 4×100公尺混合式接力 | 日本（JPN） · 入江陵介 · 立石谅 · 藤井拓郎 · 原田兰丸 | 3:34.10       | 韩国（KOR） · 朴善冠 · 崔圭雄 · 郑斗熙 · 朴泰桓       | 3:38.30  | （KAZ） · 斯坦尼斯拉夫·奥辛斯基 · 弗拉季斯拉夫·波利亚科夫 · 费奥多尔·什基廖夫 · 斯坦尼斯拉夫·库兹明 | 3:40.55  |

### 女子
| 項目                | 金牌                                          | 金牌         | 银牌                                                    | 银牌    | 铜牌                                                | 铜牌    |
| 50公尺自由式        | 李哲思（中国）                                | 24.97        | 唐奕（中国）                                            | 25.22   | 松本弥生（日本）                                    | 25.67   |
| 100公尺自由式       | 唐奕（中国）                                  | 54.12        | 李哲思（中国）                                          | 54.84   | 上田春佳（日本）                                    | 55.15   |
| 200公尺自由式       | 朱倩蔚（中国）                                | 1:56.65      | 唐奕（中国）                                            | 1:57.08 | 伊藤华英（日本）                                    | 1:58.24 |
| 400公尺自由式       | 邵依雯（中国）                                | 4:05.58      | 刘京（中国）                                            | 4:08.89 | 徐娟頱（韩国）                                      | 4:14.50 |
| 800公尺自由式       | 李玄旭（中国）                                | 8:23.55      | 邵依雯（中国）                                          | 8:24.14 | 藤野舞子（日本）                                    | 8:33.55 |
|                     |                                               |              |                                                         |         |                                                     |         |
| 50公尺仰式          | 高畅（中国）                                  | 27.45        | 寺川绫（日本）                                          | 27.86   | 徐田龙子（中国）                                    | 28.14   |
| 100公尺仰式         | 赵菁（中国）                                  | 59.20        | 酒井志穗（日本）                                        | 59.87   | 高畅（中国）                                        | 59.90   |
| 200公尺仰式         | 赵菁（中国）                                  | 2:06.46 (AR) | 酒井志穗（日本）                                        | 2:07.81 | 寺川绫（日本）                                      | 2:09.72 |
|                     |                                               |              |                                                         |         |                                                     |         |
| 50公尺蛙式          | 王然迪（中国）                                | 31.04        | 赵瑾（中国）                                            | 31.13   | 铃木聪美（日本）                                    | 31.52   |
| 100公尺蛙式         | 季丽萍（中国）                                | 1:06.91      | 铃木聪美（日本）                                        | 1:07.43 | 陈慧佳（中国）                                      | 1:07.98 |
| 200公尺蛙式         | 郑达莱（韩国）                                | 2:25.02      | 孙晔（中国）                                            | 2:25.27 | 季丽萍（中国）                                      | 2:25.40 |
|                     |                                               |              |                                                         |         |                                                     |         |
| 50公尺蝶式          | 陶李（新加坡）                                | 26.10        | 加藤由佳（日本）                                        | 26.27   | 陆滢（中国）                                        | 26.29   |
| 100公尺蝶式         | 焦刘洋（中国）                                | 57.76        | 陶李（新加坡）                                          | 58.24   | 加藤由佳（日本）                                    | 58.46   |
| 200公尺蝶式         | 焦刘洋（中国）                                | 2:05.79      | 星奈津美（日本）                                        | 2:07.96 | 崔慧萝（韩国）                                      | 2:08.39 |
|                     |                                               |              |                                                         |         |                                                     |         |
| 200公尺個人混合式   | 叶诗文（中国）                                | 2:09.37      | 王群（中国）                                            | 2:12.02 | 崔慧萝（韩国）                                      | 2:12.85 |
| 400公尺個人混合式   | 叶诗文（中国）                                | 4:33.79      | 李玄旭（中国）                                          | 4:38.05 | 程琬容（中华台北）                                  | 4:41.55 |
|                     |                                               |              |                                                         |         |                                                     |         |
| 4×100公尺自由式接力 | 中国（CHN） · 李哲思 · 王施佳 · 朱倩蔚 · 唐奕 | 3:36.88      | 日本（JPN） · 上田春佳 · 松本弥生 · 萩原智子 · 伊藤华英 | 3:37.90 | 中国香港（HKG） · 施幸余 · 蕙婷 · 欧铠淳 · 韦汉娜   | 3:43.17 |
| 4×200公尺自由式接力 | 中国（CHN） · 朱倩蔚 · 刘京 · 王施佳 · 唐奕   | 7:51.81      | 日本（JPN） · 伊藤华英 · 上田春佳 · 松本弥生 · 关根理沙 | 7:55.92 | 韩国（KOR） · 朴娜莉 · 崔慧萝 · 李在英 · 徐娟頱     | 8:07.78 |
|                     |                                               |              |                                                         |         |                                                     |         |
| 4×100公尺混合式接力 | 中国（CHN） · 赵菁 · 陈慧佳 · 焦刘洋 · 唐奕   | 3:57.80      | 日本（JPN） · 寺川绫 · 铃木聪美 · 加藤由佳 · 上田春佳   | 3:58.24 | 中国香港（HKG） · 刘彦恩 · 马希彤 · 施幸余 · 韦汉娜 | 4:06.83 |